# Памятник Нариману Нариманову (Баку)
Памятник Нариману Нариманову (азерб. Nəriman Nərimanovun heykəli) — памятник видному азербайджанскому общественному и политическому деятелю Нариману Нариманову, расположенный в столице Азербайджана, в городе Баку, в Ясамальском районе, на проспекте Наримана Нариманова. Скульптор — народный художник Азербайджанской ССР Джалал Каръягды, архитекторы — Т. Абдуллаев, Ю. Кадымов.

## История
По словам Гейдара Алиева поставить памятник Нариманову было нелегко. Алиев дважды был у Суслова и Брежнева, однако у них, как вспоминал Алиев, была совсем другая информация о Нариманове. Наконец Алиеву удалось добиться своего.
6 июня 1972 года на Советской площади состоялось открытие изготовленного в 1971 году народным художником Азербайджанской ССР Джалалом Каръягды памятника. На открытии выступил с речью Гейдар Алиев.
В 2008 году памятник подвергся реконструкции. Скульптура была очищена от грязи и покрывшего металл мха, а передняя стена холма, на котором установлен постамент, была покрыта светло-жёлтым мрамором, вместо черных мраморных плит.

## Памятник в литературе
Памятник упоминается в произведении азербайджанского писателя Бахыша Бабаева:
Памятник Нариманову, высвеченный снизу двумя скрещивающимися прожекторами, был скорее похож на колоссальную статую Рамзеса II.